# كريغتون براون
كريغتون براون (بالإنجليزية: Creighton Braun) هو لاعب كرة قدم أمريكي، ولد في 7 ديسمبر 2001 في الولايات المتحدة.

## وصلات خارجية
- كريغتون براون على موقع قاعدة بيانات كرة القدم.إي يو (الإنجليزية)
- كريغتون براون على موقع Soccerway.com (الإنجليزية)
- كريغتون براون على موقع عالم كرة القدم.نت (الإنجليزية)